# Скулин
Скулин (укр. Скулин) — село в Колодяжненской сельской общине Ковельского района Волынской области Украины.
Код КОАТУУ — 0722189001. Население по переписи 2001 года составляет 943 человека. Почтовый индекс — 45043. Телефонный код — 3352. Занимает площадь 3,97 км². Входит в состав Колодяжненской общины.
Есть сельскохозяйственная ферма, где разводят страусов, павлинов, цесарок. При Скулинской школе работает школьное лесничество.
В 8 км к северо-западу от села находится Ландшафтный заказник «Нечимное» и раскинулось озеро Нечимное, которое упоминается в драме Леси Украинки «Лесная песня». К северо-востоку лежит гидрологический заказник озеро Сомин.